# Unterfrauenhaid
Unterfrauenhaid (węg. Lók, burg.-chorw. Svetica) – gmina targowa w Austrii, w kraju związkowym Burgenland, w powiecie Oberpullendorf. 1 stycznia 2014 liczyła 671 mieszkańców.